# Shi Pingmei
Shi Pingmei, född 1902, död 1928, var en kinesisk journalist och feminist. 
Shi Pingmei var dotter till en bibliotekarie i Taiyuan . Hon blev 1919 antagen vid Beijing Female Normal University i Peking, och var från 1923 aktiv som journalist. Tillsammans med Lu Jingqing utgav hon kvinnotidskriften Women's Weekly i Peking, där hon var en ledande medlem i intellektuella cirklar och hade ett förhållande med revolutionären Gao Junyu. Hon utgav både dikter, essäer, reseskildringar och en roman. När hennes vän dödades och hon själv skadades av regeringstrupper under en demonstration, lät hon publicera ett upprop mot regeringen som uppmärksammades stort. 